# Letepsammia superstes
Letepsammia superstes är en korallart som först beskrevs av Ortmann 1888.  Letepsammia superstes ingår i släktet Letepsammia och familjen Micrabaciidae. Inga underarter finns listade i Catalogue of Life.